# Ausschließen (Bleisatz)
Ausschließen (auch als Ausschluss bezeichnet), nicht zu verwechseln mit dem Begriff Ausschießen, ist ursprünglich ein Arbeitsschritt im Bleisatz, bei dem der Text einer Zeile mit Hilfe von unterschiedlich breitem Ausschlussmaterial auf die präzise Zeilenbreite gebracht wird. Spätere Technologien wie Fotosatz und Desktop-Publishing benötigen für den Satz und den Ausschluss kein körperliches Material mehr.
Beim Setzen von Schrift füllt der Text selten die festgelegte Zeilenbreite komplett und exakt aus. Um eine gleichmäßige Breite zu erreichen, werden mit dem Ausschluss beim Blocksatz die Wortabstände erweitert (auch Austreiben genannt). Man kann auch durch Verringern der Wortabstände erreichen, dass noch weiterer Text in die Zeile hineinpasst. Dies wird als Einbringen bezeichnet. Durch ein möglichst gleichmäßiges Verändern der Abstände innerhalb der Zeile wird ein gutes Satzbild ohne Lücken erzielt. Bei Linksbund, Rechtsbund und Zentrierung wird der noch offene Zeilenraum lückenlos aufgefüllt. Das Erweitern der Abstände zwischen den Buchstaben eines Wortes nennt man Sperren.
Das Ausschließen durch Vergrößerung der Wortabstände führt zu den ansprechendsten Ergebnissen, während das Verringern der Wortabstände wie auch das Sperren der Buchstaben die Lesbarkeit erschwert und die Ästhetik des Satzbildes stört. Werden lange Wörter getrennt, und besteht die Zeile aus genügend vielen Wörtern, so müssen die Wortabstände nur minimal vergrößert werden, und der Gesamteindruck ist sehr harmonisch.
Als Ausschluss wird Blindmaterial wie Spatien (Gibt es als feine und starke Spatien, Viertelgevierte, Drittelgevierte, Halbgevierte und Gevierte), Stege und Regletten bezeichnet.
Beim Handsatz muss der Setzer selbst den Ausschluss mit der Hand nach einem festgeschriebenen Regelwerk einfügen. So werden z. B. nachfolgende oder vorangehende Satzzeichen, die Form der Buchstaben oder die Länge der Wörter berücksichtigt. Im maschinellen Bleisatz gibt es dafür spezielle Ausschließkeile, wie etwa bei der Linotype-Setzmaschine. Im Fotosatz berechnet die Maschine den Ausschluss vor dem Belichten des Films.
Das Ausschließen hatte nicht nur eine ästhetische Bedeutung, sondern war auch technisch entscheidend, da in Buchdruckmaschinen eine sehr hohe Beschleunigungskraft auf die Form, die aus tausenden kleiner Bleistücke, Lettern und Spatien besteht, wirkt. Diese musste formschlüssig im Schließrahmen eingeklemmt werden. Gelang das nicht, konnten sich Lettern oder Ausschluss durch Vibrationen lösen und in die Mechanik der Druckmaschine geraten – was oft zu großen Schäden führte.